# Liste der Monuments historiques in Andon (Alpes-Maritimes)
Die Liste der Monuments historiques in Andon (Alpes-Maritimes) führt die Monuments historiques in der französischen Gemeinde Andon auf.

## Liste der Bauwerke
| Bezeichnung            | Beschreibung                       | Standort | Kennzeichnung | Schutzstatus | Datum | Bild           |
| ---------------------- | ---------------------------------- | -------- | ------------- | ------------ | ----- | -------------- |
| Castellaras de Thorenc | Burgruine, 13. und 14. Jahrhundert | (Lage)   | PA00080961    | Inscrit      | 1991  | weitere Bilder |

## Liste der Objekte
| Bezeichnung                                 | Beschreibung           | Standort                        | Kennzeichnung | Schutzstatus | Datum | Bild |
| ------------------------------------------- | ---------------------- | ------------------------------- | ------------- | ------------ | ----- | ---- |
| Weihwasserbecken (Foto in der Base Palissy) | Stein, 12. Jahrhundert | in der Kirche Ste-Claire (Lage) | PM06000001    | Classé       | 1910  |      |